# Großsteingräber bei Dąbrówno
Die Großsteingräber bei Dąbrówno (auch Großsteingräber bei Schöneichen genannt) sind zwei megalithische Grabanlagen der jungsteinzeitlichen Trichterbecherkultur bei Dąbrówno (deutsch Schöneichen), einem Ortsteil der Gmina Potęgowo (deutsch Prillwitz) in der Woiwodschaft Pommern in Polen. Sie tragen die Sprockhoff-Nummern 585 und 586.

## Lage
Die Gräber befinden sich 500 m östlich des ehemaligen Guts Schöneichen. Grab 2 liegt nur 14 m südöstlich von Grab 1. 2,3 km südsüdwestlich liegen die Großsteingräber bei Łupawa (Großsteingräber bei Lupow).

## Beschreibung

### Grab 1
Die Anlage besaß ursprünglich eines Hügelschüttung, von der nur noch Reste vorhanden sind. Eine steinerne Umfassung scheint nie vorhanden gewesen zu sein. Die Grabkammer ist annähernd ost-westlich orientiert und hat eine Länge von 3 m und eine Breite von 1 m. Sie bestand ursprünglich aus vier Wandsteinpaaren an den Lang- und je einem Abschlussstein an den Schmalseiten. Die Abschlusssteine und drei Wandsteine der Südseite stehen in situ. Zwei Wandsteine der Nordseite sind nach Norden verschleppt. Die restlichen Wandsteine sowie sämtliche Decksteine fehlen. Zwei größere Sprengstücke könnten Reste von Decksteinen darstellen. Wo sich der ursprüngliche Zugang zur Kammer befand, ist unklar. Es ist daher nicht sicher, ob die Anlage als Großdolmen oder als Ganggrab anzusprechen ist. Ernst Sprockhoff stellte bei seiner Aufnahme im Jahr 1934 fest, dass die Kammer durchwühlt worden war. Im Umfeld des Grabes fand er zahlreiche Keramikscherben.

### Grab 2
Diese Anlage besaß ursprünglich eine Hügelschüttung, von der noch Reste erkennbar sind. Eine steinerne Umfassung scheint nie vorhanden gewesen zu sein. Die stark zerstörte kleine Grabkammer ist ostnordost-westsüdwestlich orientiert und hat eine Länge von 1,8 m sowie eine Breite von 0,9 m. Sie bestand ursprünglich aus zwei Wandsteinpaaren an den Langseiten, je einem Abschlussstein an den Schmalseiten und zwei Decksteinen. Sie ist somit als erweiterter Dolmen anzusprechen. Vorhanden sind nur noch drei Steine. Der westliche Wandstein der Südseite steht noch in situ. Bei den beiden anderen Steinen handelt es sich um verlagerte Wandsteine.